# Национальная галерея в Праге
Национа́льная галере́я в Пра́ге (чеш. Národní galerie v Praze) — государственная организация, в ведении которой находятся крупнейшие коллекции изобразительного и прикладного искусства в Чехии.
Образована в 1949 году слиянием нескольких ранее созданных галерей. Экспозиции Национальной галереи располагаются в нескольких исторических зданиях и дворцах в Праге и за её пределами, крупнейшее из которых — Выставочный дворец (чеш. Veletržní Palác).

## История
История галереи началась 5 февраля 1796 года, когда группой патриотически настроенных чешских аристократов и просвещённых интеллектуалов из среднего класса было создано Общество патриотических друзей искусства для просвещения и приобщения к искусству населения. Общество основало две организации — Академию искусств и Галерею, открытую для посещений горожан. Именно она стала предшественницей современной Национальной галереи.
В 1902 году Общество организовало Галерею современного искусства Чешского королевства, в которую вошла коллекция, подаренная императором Францем Иосифом I.
В 1918 году коллекция Общества стала главным художественным собранием Чехословакии.
В 1942 году к Галерее, называвшейся тогда Чешско-Моравская земская галерея, были присоединены коллекции расформированной Галереи современного искусства Чешского королевства.
Законом 1949 года была образована Национальная галерея в Праге. В собрание вошли также графические коллекции Национального музея и Университетской библиотеки.

## Коллекция
Коллекция галереи размещена в нескольких зданиях:
- Монастырь св. Агнессы Чешской (чеш. Klášter sv. Anežky České) — средневековое искусство Богемии и центральной Европы
- Шварценбергский дворец (чеш. Schwarzenberský palác) — чешская живопись в стиле барокко 17—18 веков, работы маньеристов времён Рудольфа II
- Салмовский дворец (чеш. Salmovský palác) — искусство XIX века
- Штернберкский дворец (чеш. Šternberský palác) — европейское искусство со времён Античности до эпохи барокко
- Выставочный дворец (чеш. Veletržní Palác) — искусство со второй половины XIX века до наших дней
- Дворец Кинских (чеш. Palác Kinských) — коллекция искусства Азии (Китай, Япония, Индия, Юго-восточная Азия, Тибет, Ближний Восток, Монголия)
- Вальдштейнский манеж (чеш. Valdštejnská jízdárna) — сменные экспозиции

## Фонды
В фондах музея хранятся два эскиза Ильи Репина к картине «Перед исповедью», которые активно используются исследователями для реконструкции замысла художника и отслеживания его эволюции от первого этюда к окончательному варианту полотна.

## Галерея

### Средневековое искусство

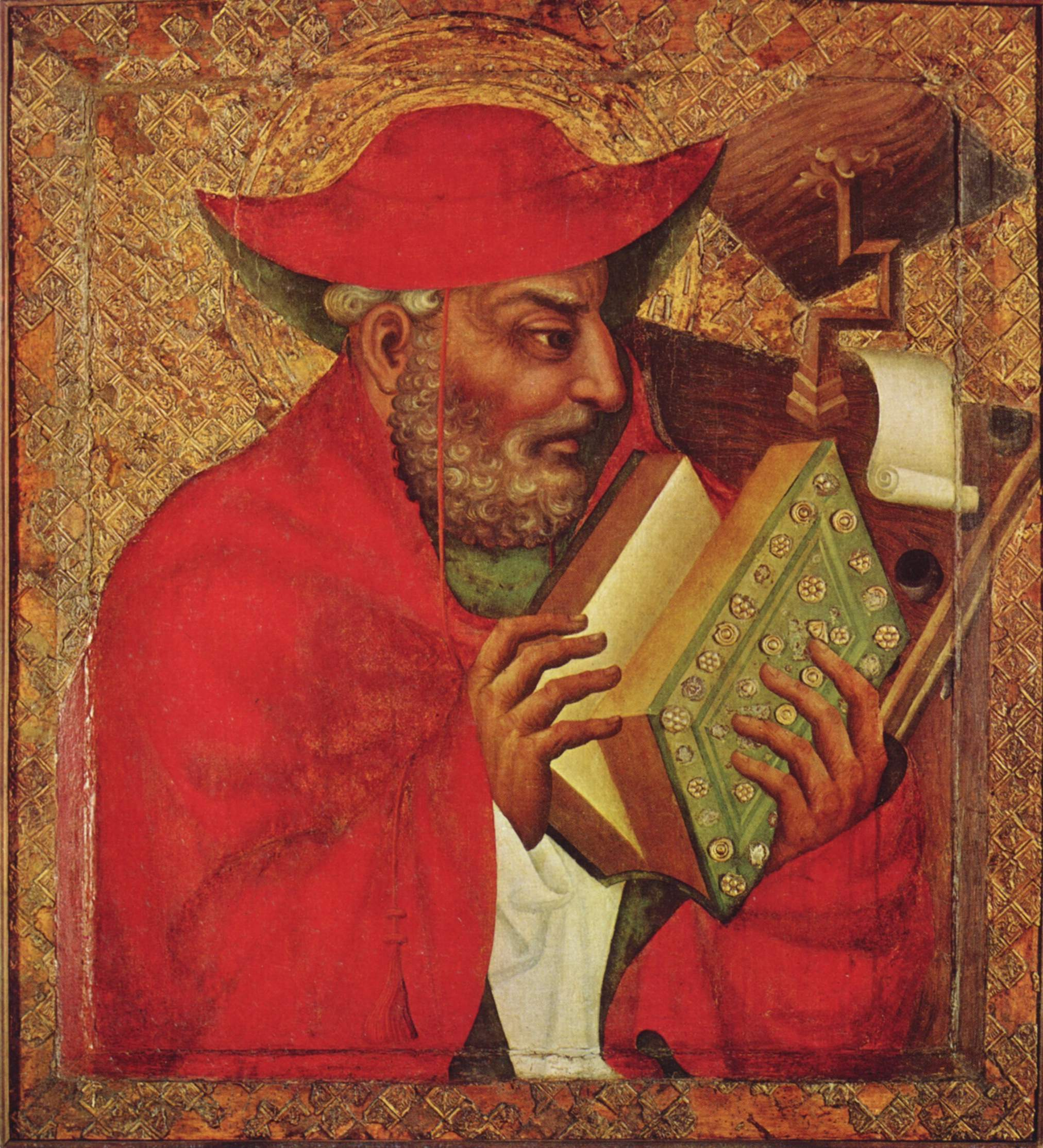
Теодорик. Св. Иероним (ок. 1370)
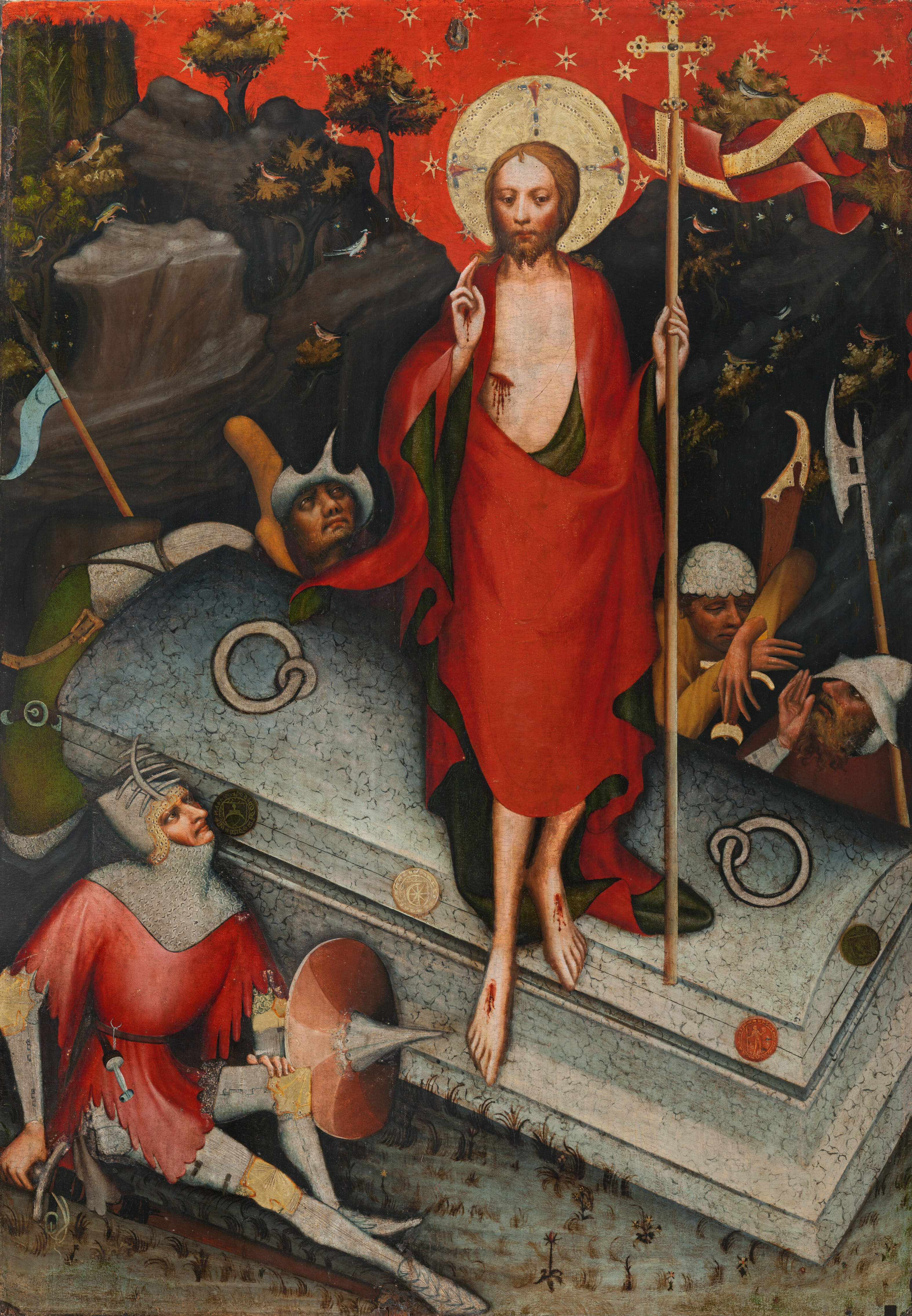
Мастер Тршебоньского алтаря. Воскресение Христа (ок. 1380—1390)
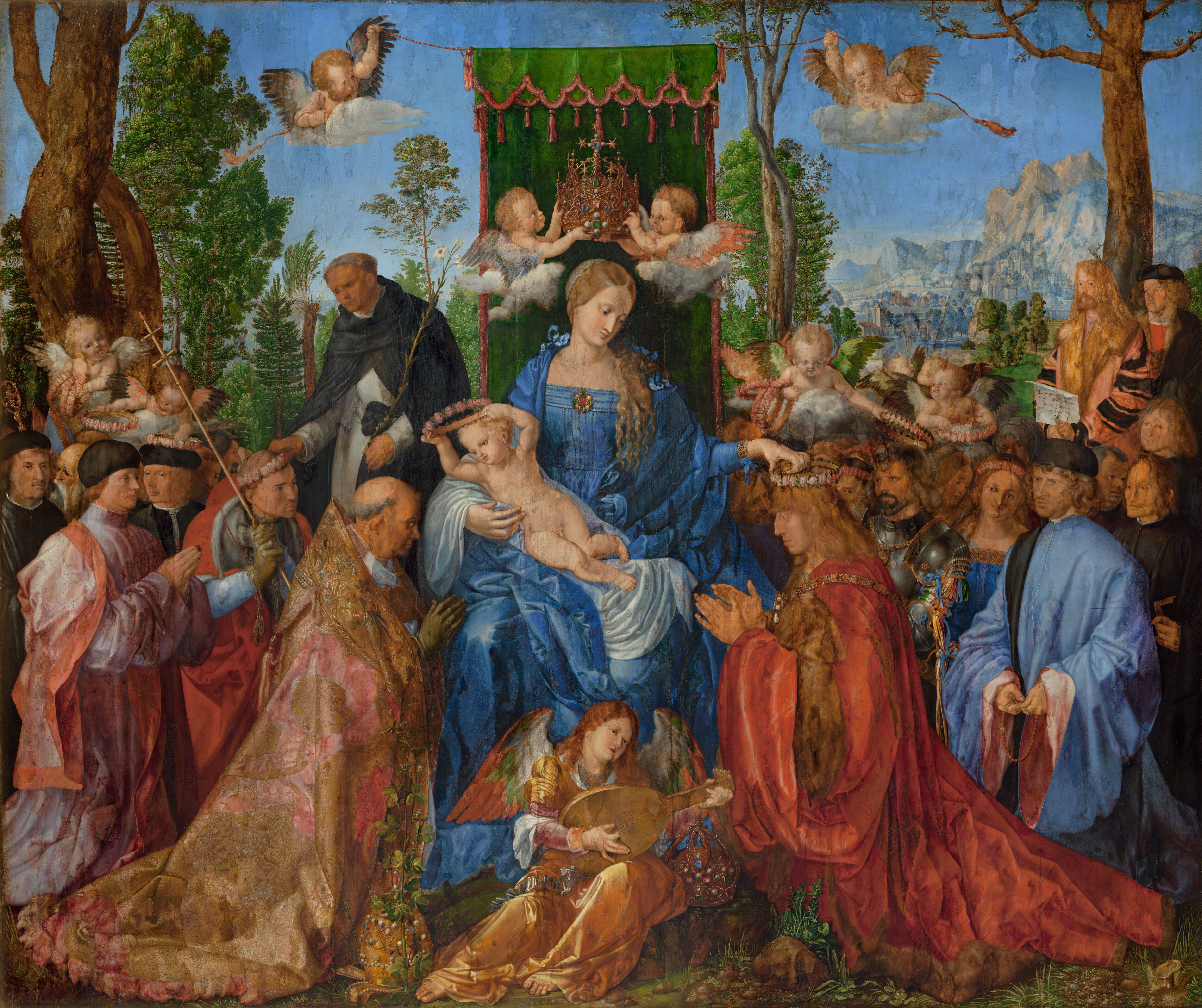
Альбрехт Дюрер. Праздник чёток (1506)
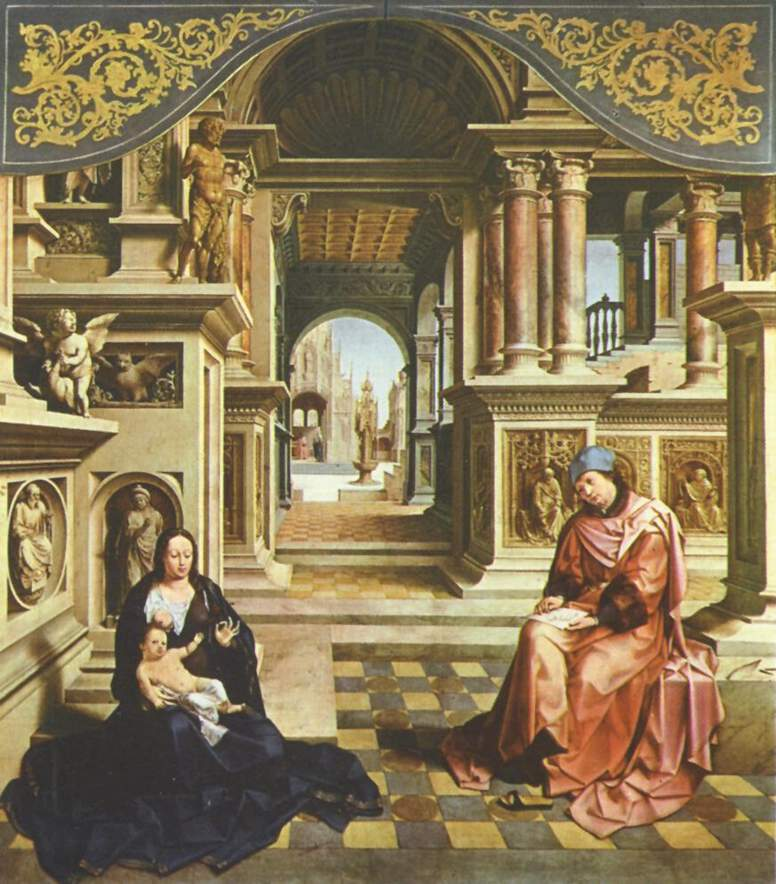
Ян Госсарт. Евангелист Лука пишет образ Богородицы (ок. 1520)
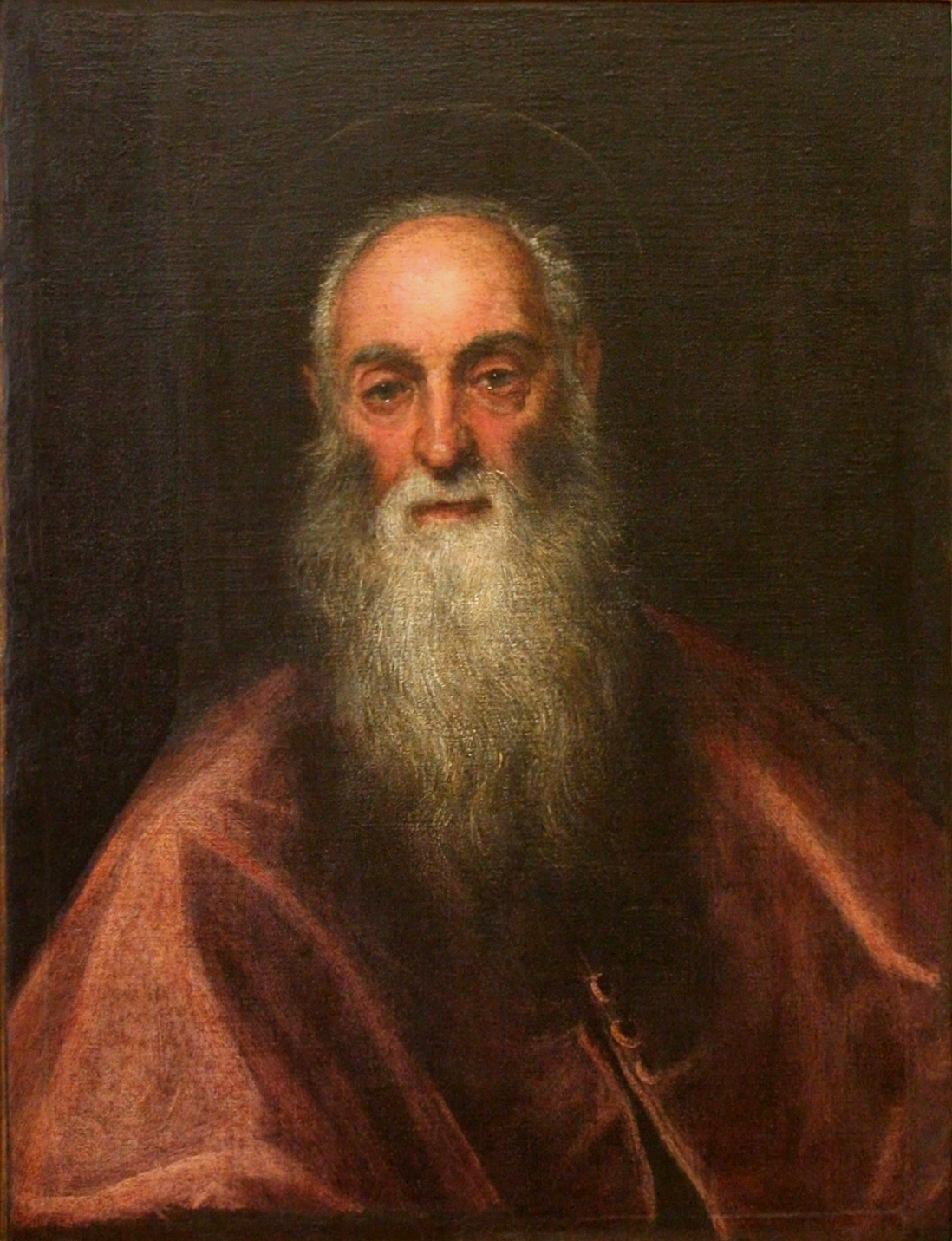
Тинторетто. Святой Иероним (1550)
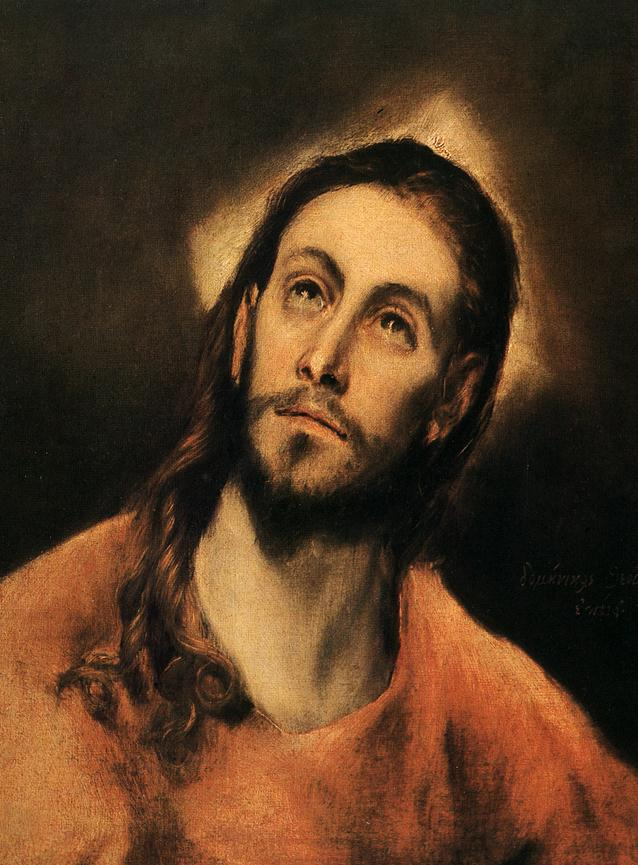
Эль Греко. Христос (ок. 1590)

### Классическое искусство

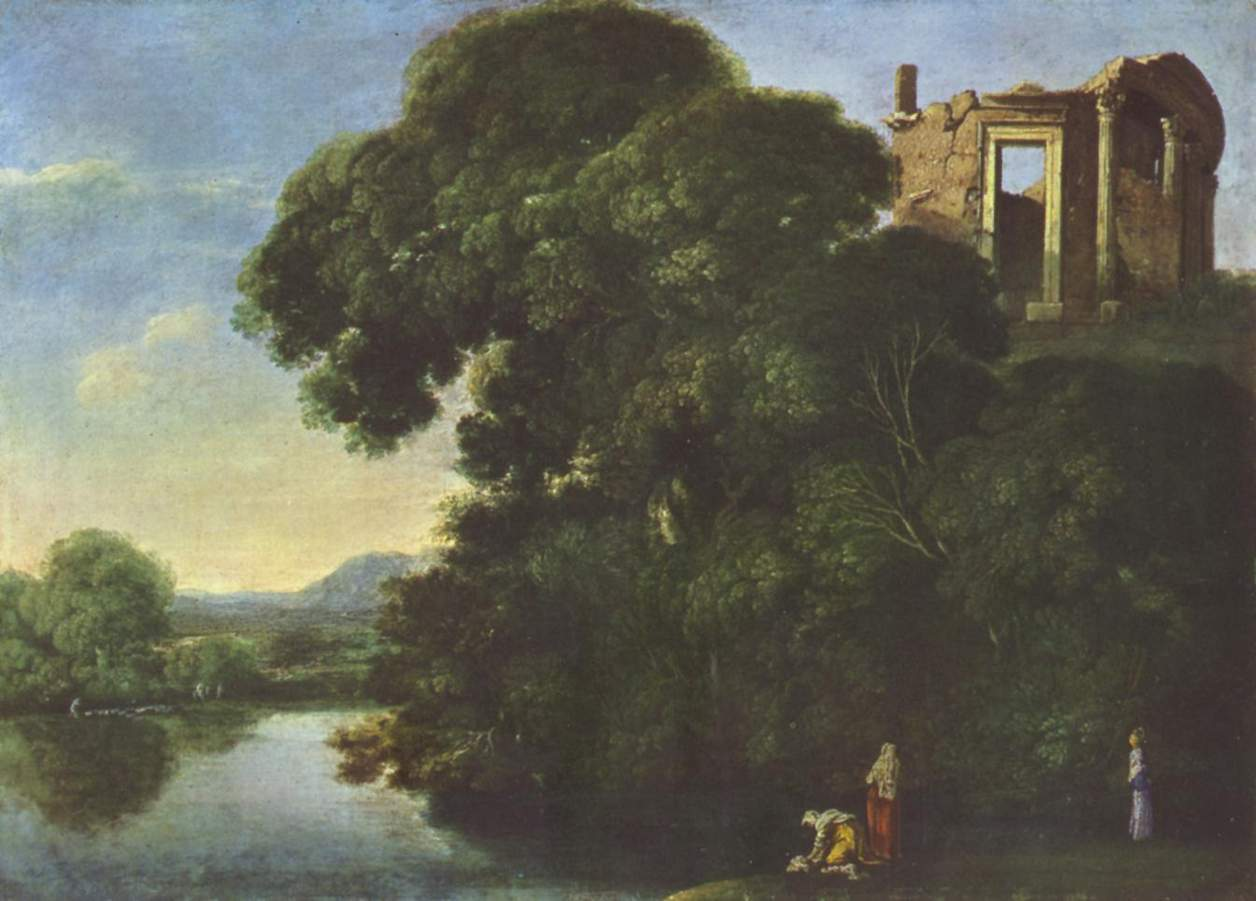
Адам Эльсхеймер. Пейзаж с круглым храмом (ок. 1600)
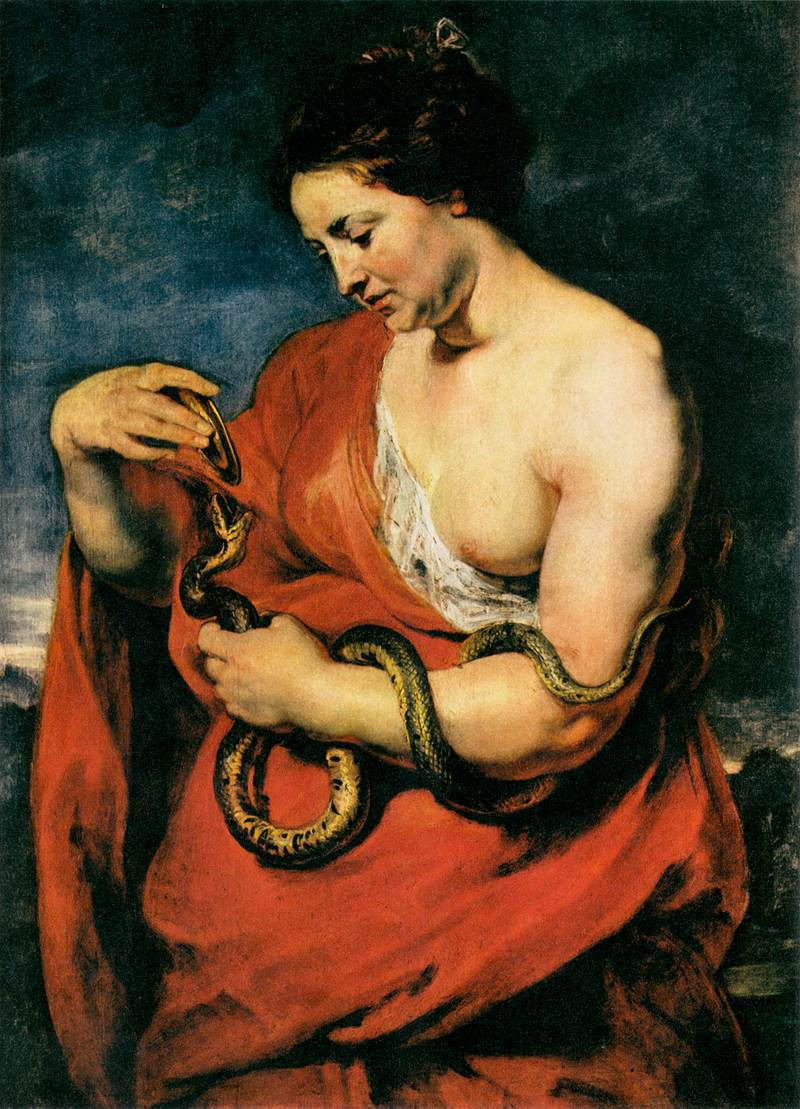
Рубенс. Клеопатра (ок. 1615)
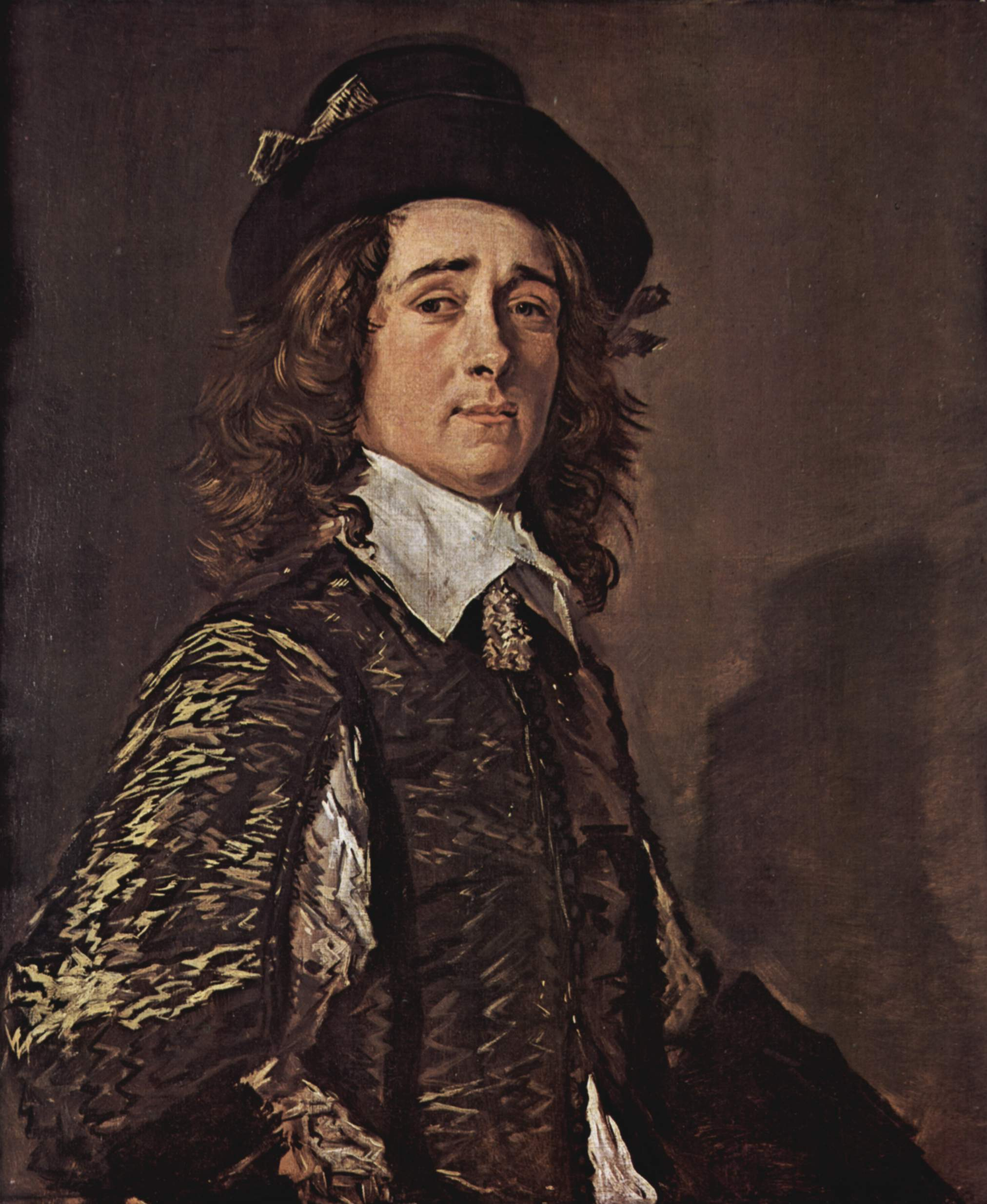
Франс Халс. Яспер Схаде ван Веструм (ок. 1645)
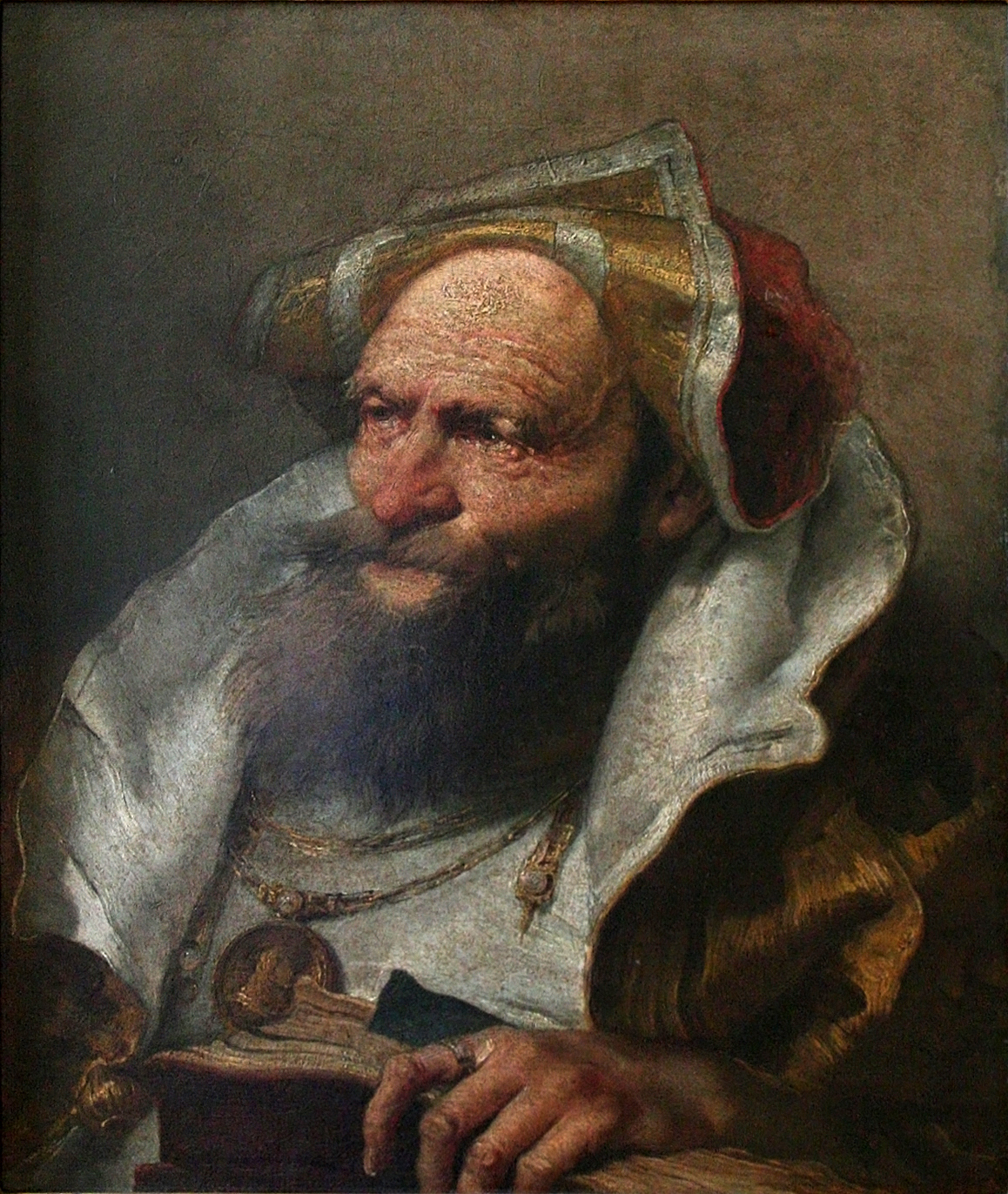
Джованни Баттиста Тьеполо. Бюст старика (ок. 1755)
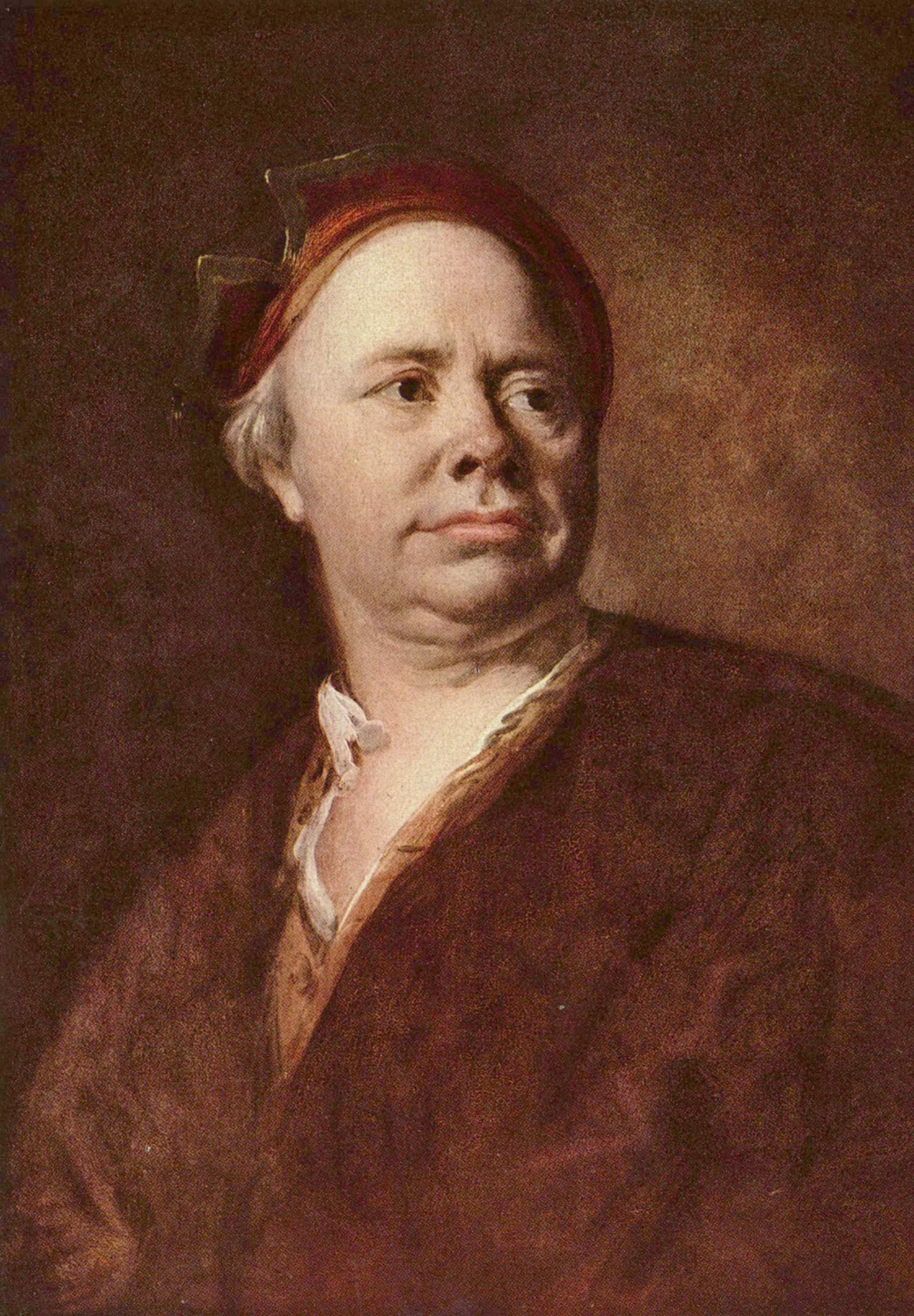
Брандль, Пётр Мужской портрет (ок. 1725)
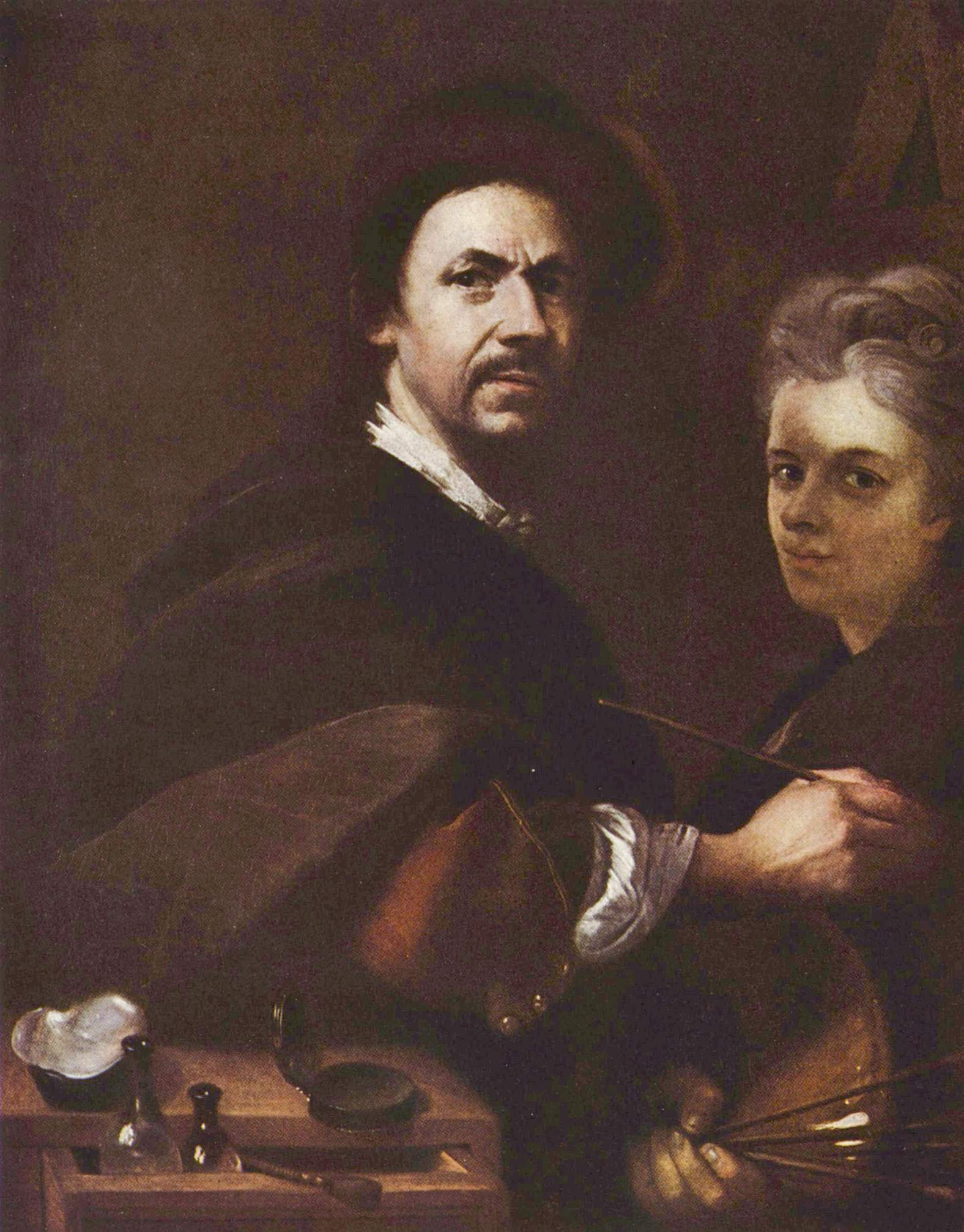
Ян Купецкий. Автопортрет (1711)

### Современное искусство

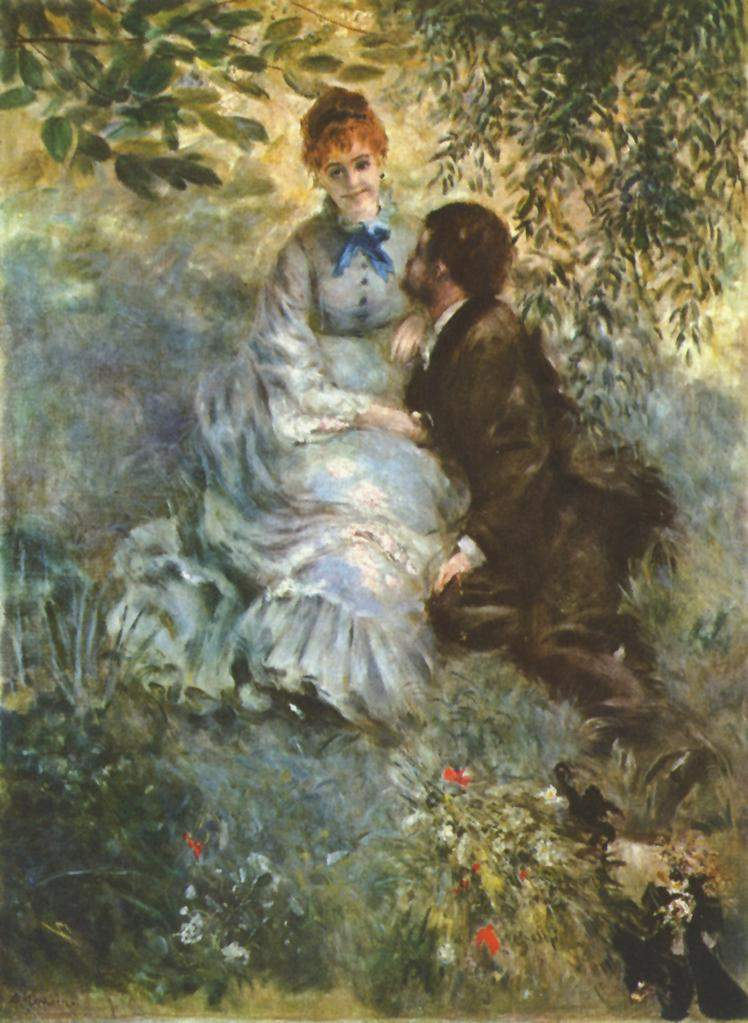
Пьер-Огюст Ренуар. Любовники (ок. 1880-1890)
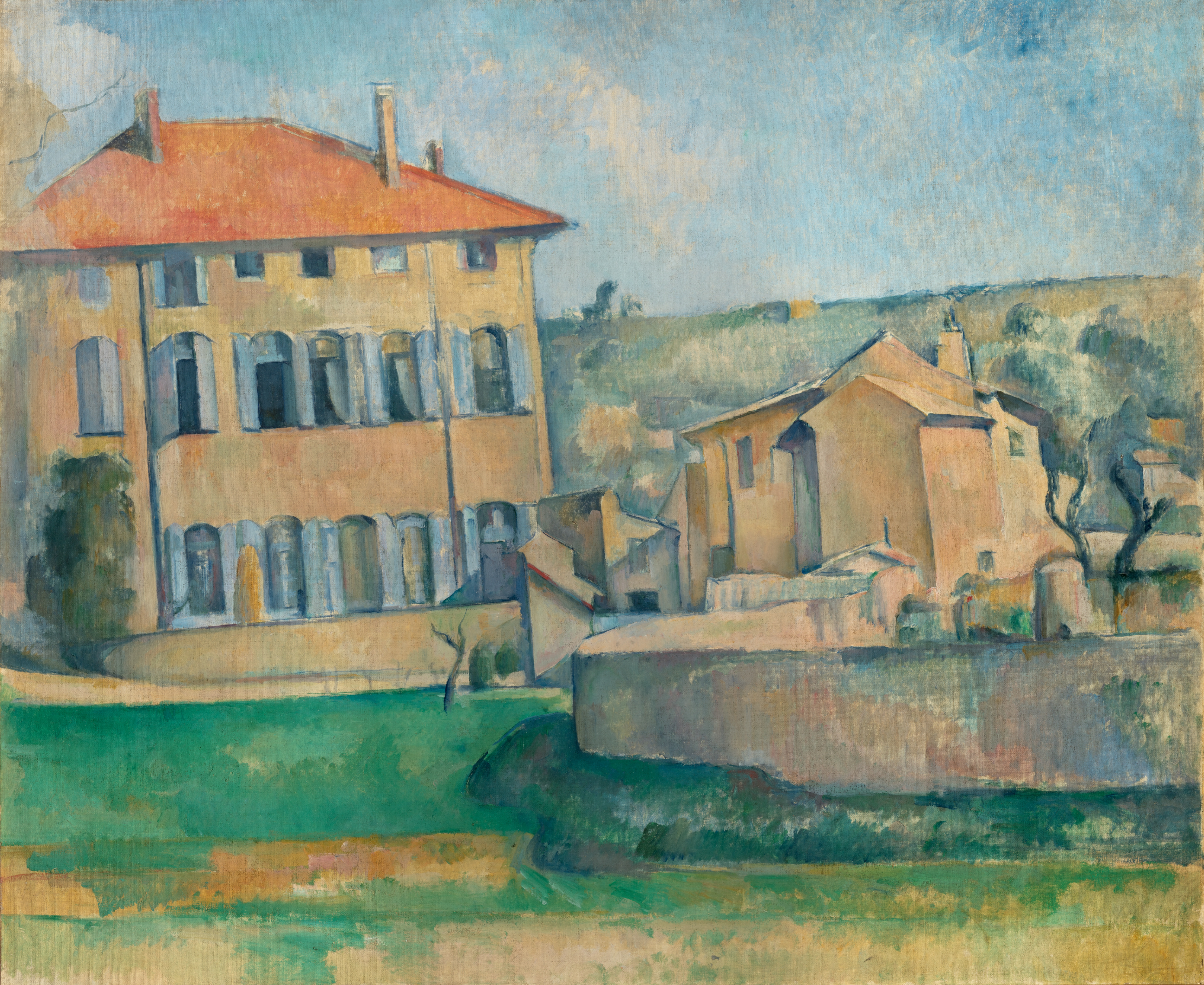
Поль Сезанн. Жа де Буффан (1885—1887)
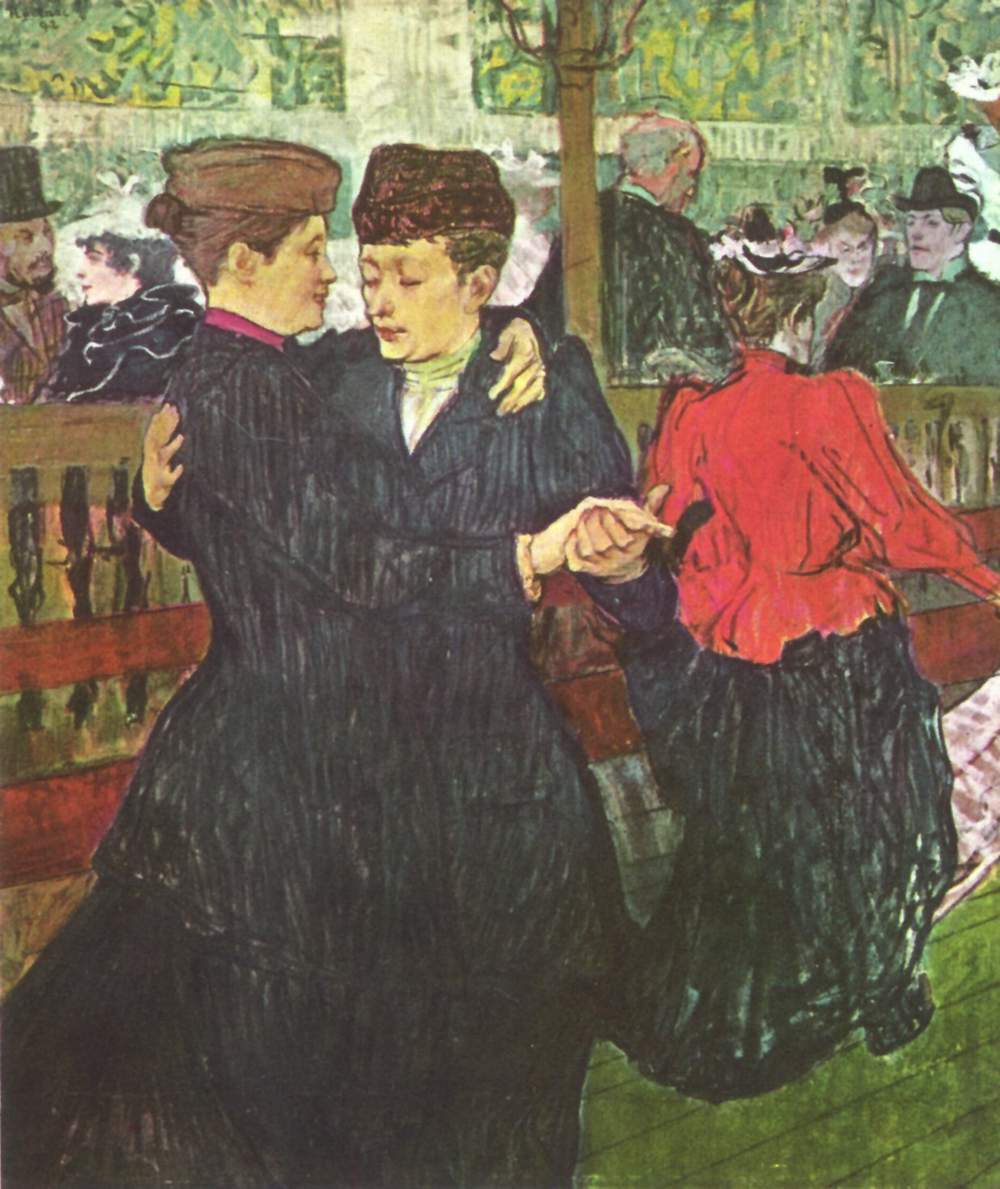
Анри де Тулуз-Лотрек. В Мулен Руж (1892)
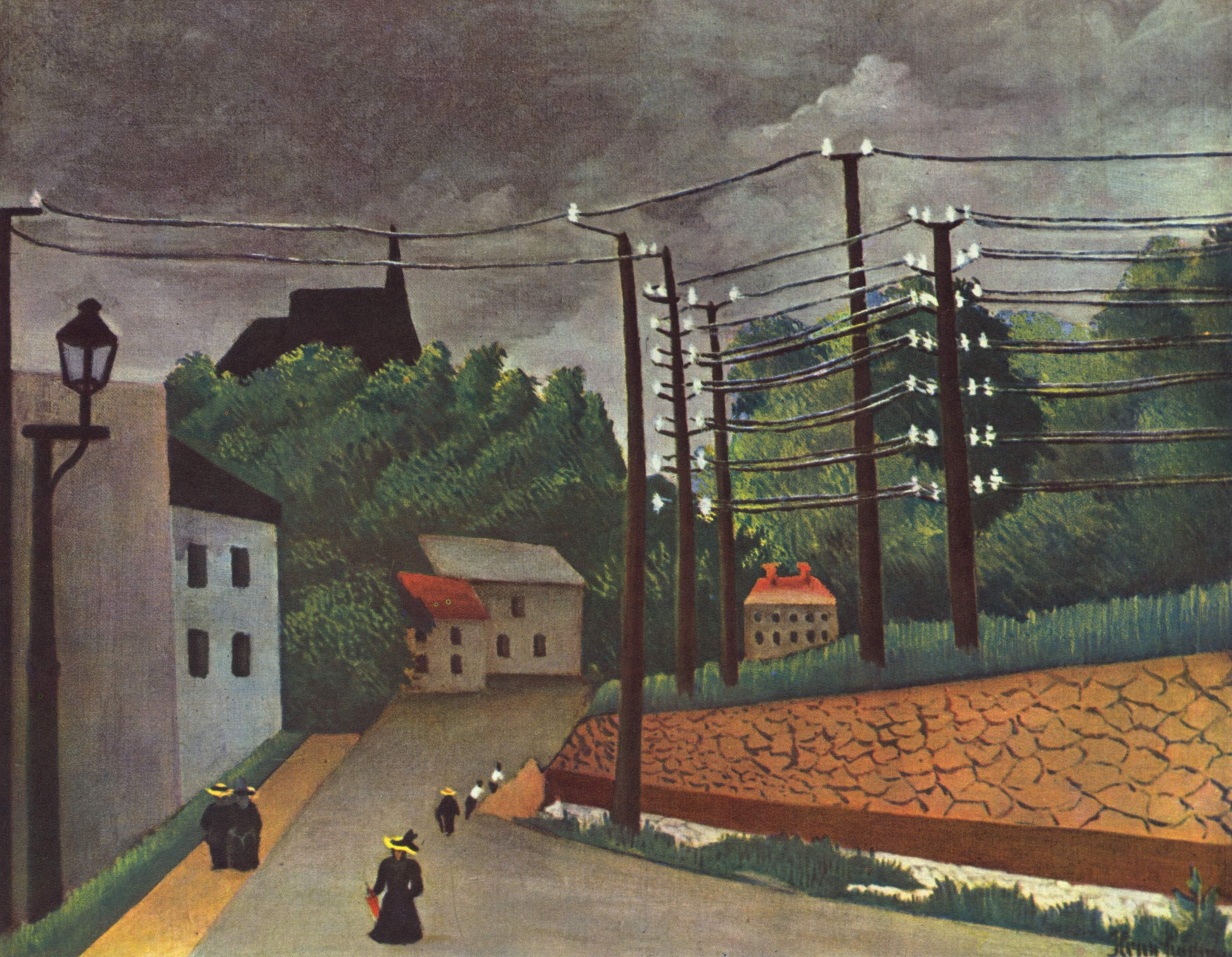
Анри Руссо. Малакоф (1898)
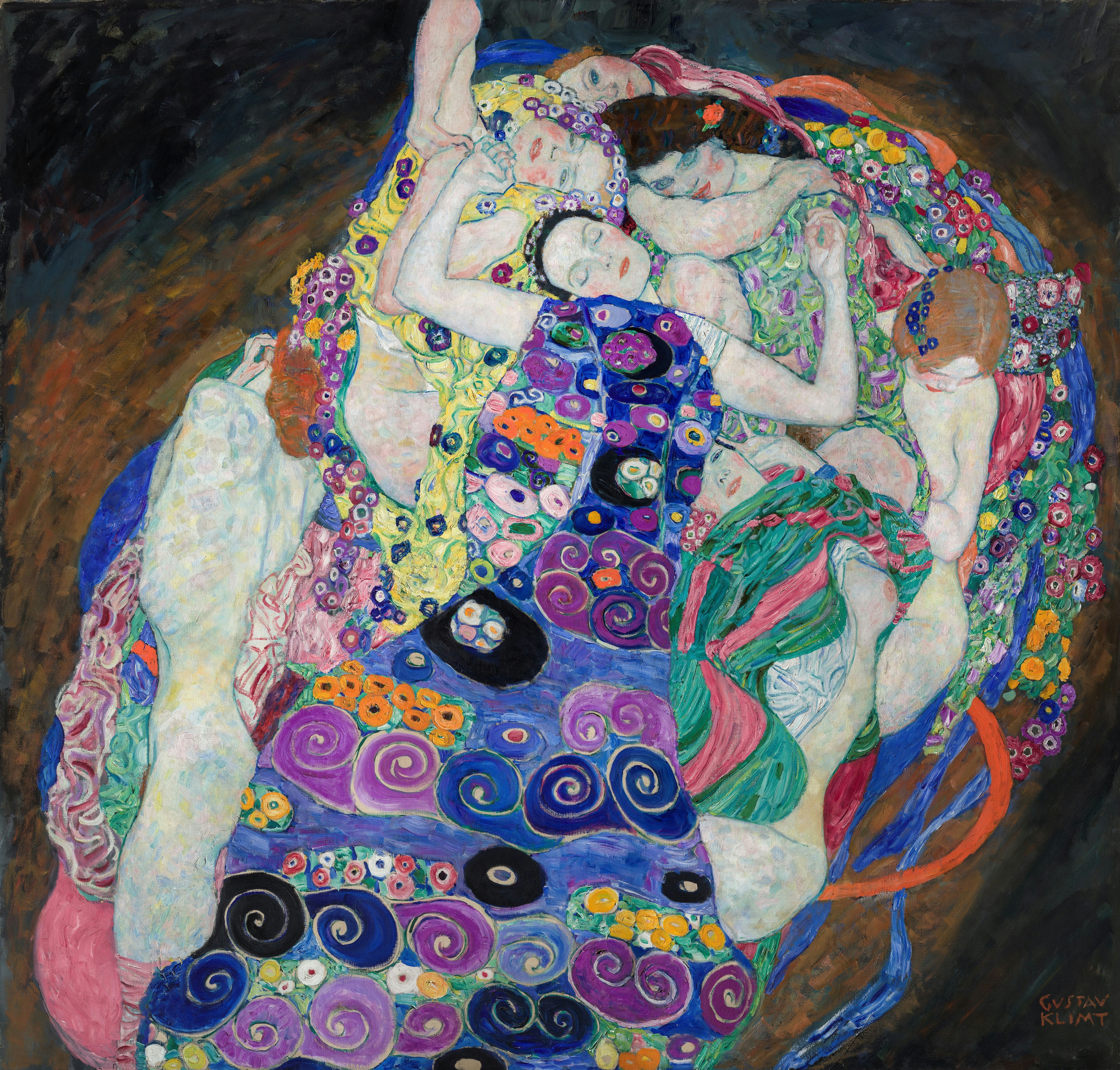
Густав Климт. Девушки (1912—1913)
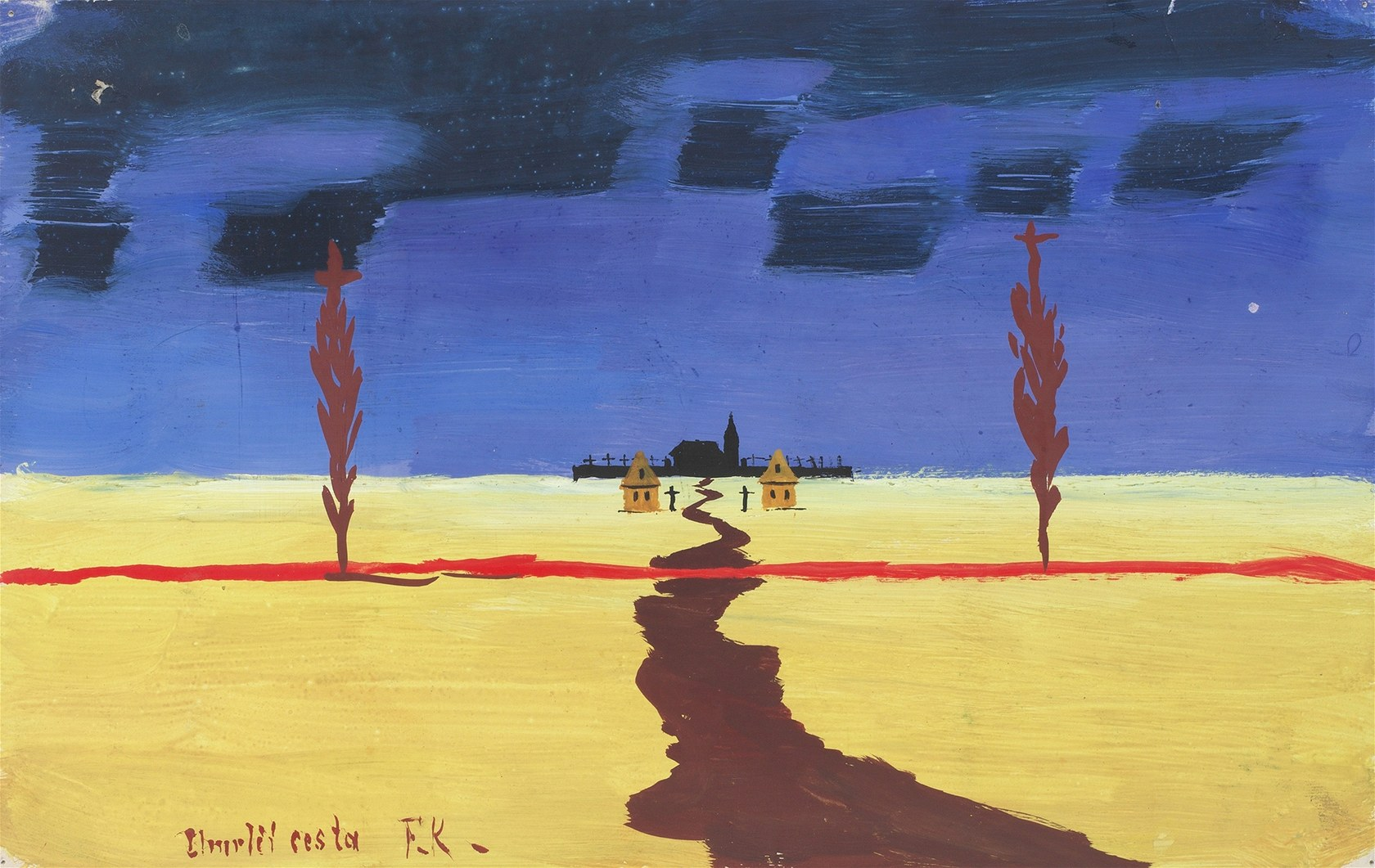
Каван, Франтишек. Путешествие (1895)